# Paul Langerhans (homme politique)
Paul August Hermann Langerhans (né le 25 mai 1820 à Berlin et mort le 21 juin 1909 dans la même ville) est un médecin et homme politique prussien.

## Biographie
Langerhans est le fils de l'architecte Friedrich Wilhelm Langerhans. Il étudie au lycée berlinois du monastère franciscain. Il étudie ensuite la médecine à Berlin, Paris et Vienne. A Berlin, il devient membre du Corps Neoborussia. En 1842, il reçoit son doctorat. À partir de 1843, il exerce la profession de médecin. Il est marié en premières noces avec Anna Luise Caroline Keibel (1824-1853) et père du pathologiste Paul Langerhans du même nom. Sa fille Hulda Sophie Gertrud (née en 1851) est mariée avec l'architecte Gustav Knoblauch (de). De son deuxième mariage avec Luise Sophie Clara Komitsch (1830-1897) sont nés ses fils fils Richard (1857-1947) et Robert Langerhans (de) (1859-1904), qui deviennent également médecins.
Il participe à la révolution de mars 1848 à Berlin, est un chef de file du système coopératif et est considéré comme un cofondateur de la banque coopérative allemande. Déjà en 1843, il fonde la banque populaire de Luisenstadt. Il travaille également dans diverses associations éducatives et politiques et est également actif dans l'Église protestante, notamment en tant que membre du conseil municipal de l'église Saint-Thomas de Berlin et du synode d'arrondissement et de ville. En 1861, il est cofondateur du Parti progressiste allemand. Il est ensuite membre du Parti radical allemand et enfin du Parti populaire radical. De 1864 à 1868, il est membre de la Commission des pauvres de Berlin. À partir de 1875, il siège à l'Assemblée de la ville de Berlin. De 1893 à 1907, il est le chef du conseil municipal. Pendant 29 ans, de 1875 à 1904, il siège à la Chambre des représentants de Prusse. De 1881 à 1903, il est député avec des interruptions du Reichstag. Il est particulièrement attaché aux préoccupations sociales et sanitaires des pauvres et apporte une contribution précieuse au développement du système de santé de Berlin.
En 1900, il est fait citoyen d'honneur de Berlin. Il est enterré dans une tombe honorifique de la ville de Berlin dans le cimetière de Luisenstadt.